# Metoda regula falsi
Metoda regula falsi je v matematiki numerična metoda za računanje ničel funkcije. Latinskim ime metoda regula falsi dobesedno pomeni metoda napačnega pravila.
Metoda regula falsi je podobna metodi bisekcije, le da začetnega intervala ne razpolavljamo, pač pa ga zožujemo po drugačnem pravilu.
Posplošena oblika te metode se imenuje sekantna metoda.

## Potek metode
Metodo uporabimo v primeru, ko je predznak funkcije f v točki a drugačen kot v točki b. Če je funkcija na intervalu [a,b] zvezna, mora imeti na tem intervalu vsaj eno ničlo.
Opišimo postopek za primer, ko je funkcija v točki a pozitivna, v b pa negativna (kot je tudi na sliki).
- Funkcijo f na tem intervalu aproksimirmo s sekanto. Sekanta v tem primeru pomeni premico, ki poteka skozi točki A(a, f(a)) in B(b,f(b)).

- Sklepamo, da se sekanta ne razlikuje dosti od grafa funkcije, zato mora biti tudi ničla sekante dobra aproksimacija za ničlo funkcije. Za točko c izberemo torej ničlo sekante (tj. točko, kjer sekanta seka abscisno os). Število c izračunamo po formuli:

{\displaystyle c={\frac {f(b)a-f(a)b}{f(b)-f(a)}}}
- potem izračunamo f(c) (tj. vrednost funkcije v razpolovišču)

- če je f(c) = 0, smo ničlo že odkrili in postopek lahko zaključimo

- če je vrednost f(c) pozitivna (enakega predznaka kot f(a)), potem krajišče a zamenjamo s c in postopek nadaljujemo na intervalu [c,b]

- če je vrednost f(c) negativna (enakega predznaka kot f(b)), potem krajišče b zamenjamo s c in postopek nadaljujemo na intervalu [a,c]

Pričakovali bi, da se pri tem interval zožuje tako, da se obe krajišči približujeta ničli funkcije. V praksi se to po navadi ne zgodi (in ravno zato ime metoda regula falsi = metoda napačnega pravila). Ničli se po navadi približuje samo eno krajišče intervala, drugo pa ostaja nespremenjeno. Metoda je seveda kljub temu uporabna, saj dobimo ničlo kot limito ustreznega zaporedja števil c (ne glede na drugo krajišče intervala). Na preučevanju zaporedja števil c temelji tudi varianta te metode znana kot sekantna metoda.
Metoda regula falsi ni uporabna za iskanje ničel sode stopnje (tj. ničel, v katerih funkcija ne spremeni predznaka).